# Diploporella alata
Diploporella alata är en mossdjursart som först beskrevs av Jean Vincent Félix Lamouroux 1821.  Diploporella alata ingår i släktet Diploporella och familjen Thalamoporellidae. Inga underarter finns listade i Catalogue of Life.